# Basznia (przystanek kolejowy)
Basznia – dawna stacja kolejowa, obecnie przystanek na terenie wsi Basznia Dolna, w gminie Lubaczów, w powiecie lubaczowskim, w województwie podkarpackim, w Polsce.

## Ruch pasażerski
| Rok  | Wymiana pasażerska na dobę |
| ---- | -------------------------- |
| 2017 | 0-9                        |
| 2022 | 0-9                        |
| 2023 | 0-9                        |

## Galeria KolejnictwaStacja Basznia
W 2015 roku zabudowania stacyjne zostały przejęte przez gminę Lubaczów. W latach 2021–2022 budynki wyremontowano. Utworzono w nich Galerię Kolejnictwa Stacja Basznia, którą otwarto 24 lipca 2022 roku.
W budynku dworca znajduje się wystawa poświęcona historii linii kolejowej Jarosław–Sokal, pomieszczenia imitujące przedwojenną stację kolejową, makieta kolejowa oraz sala filmowa.
W okolicach stacji ustawiono parowóz Ty2-7 wraz z austriackim wagonem osobowym oraz dwoma polskimi wagonami towarowymi. Do Baszni przeniesiono również dwa mosty pochodzące ze szlaku linii kolejowej nr 101. Po jednym z nich poprowadzono kolejkę wąskotorową MiniBałaj o długości 200 metrów. 

## Galeria

### Stacja przed przebudową

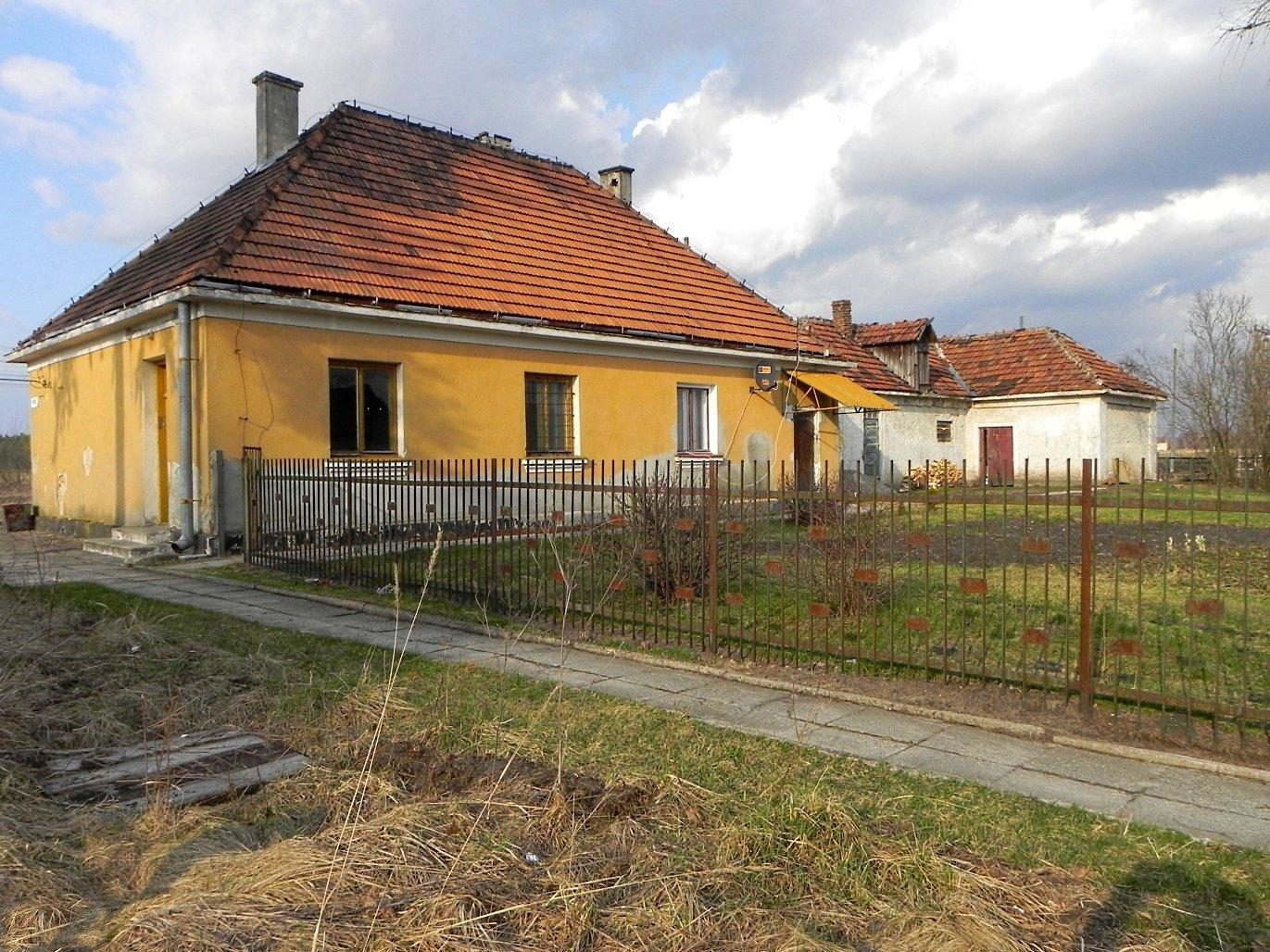
Budynki stacyjne (2012)
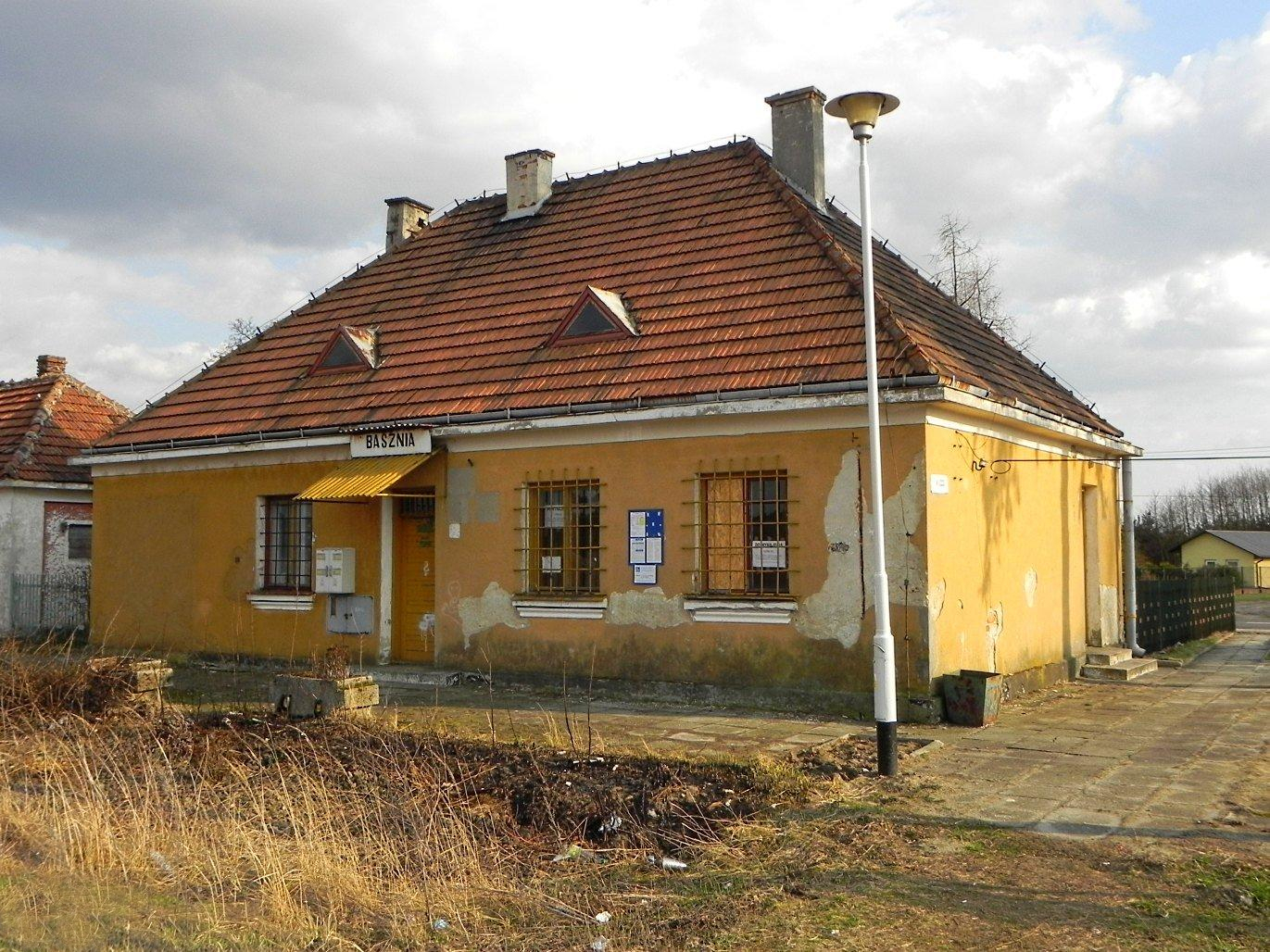
Dworzec (2012)
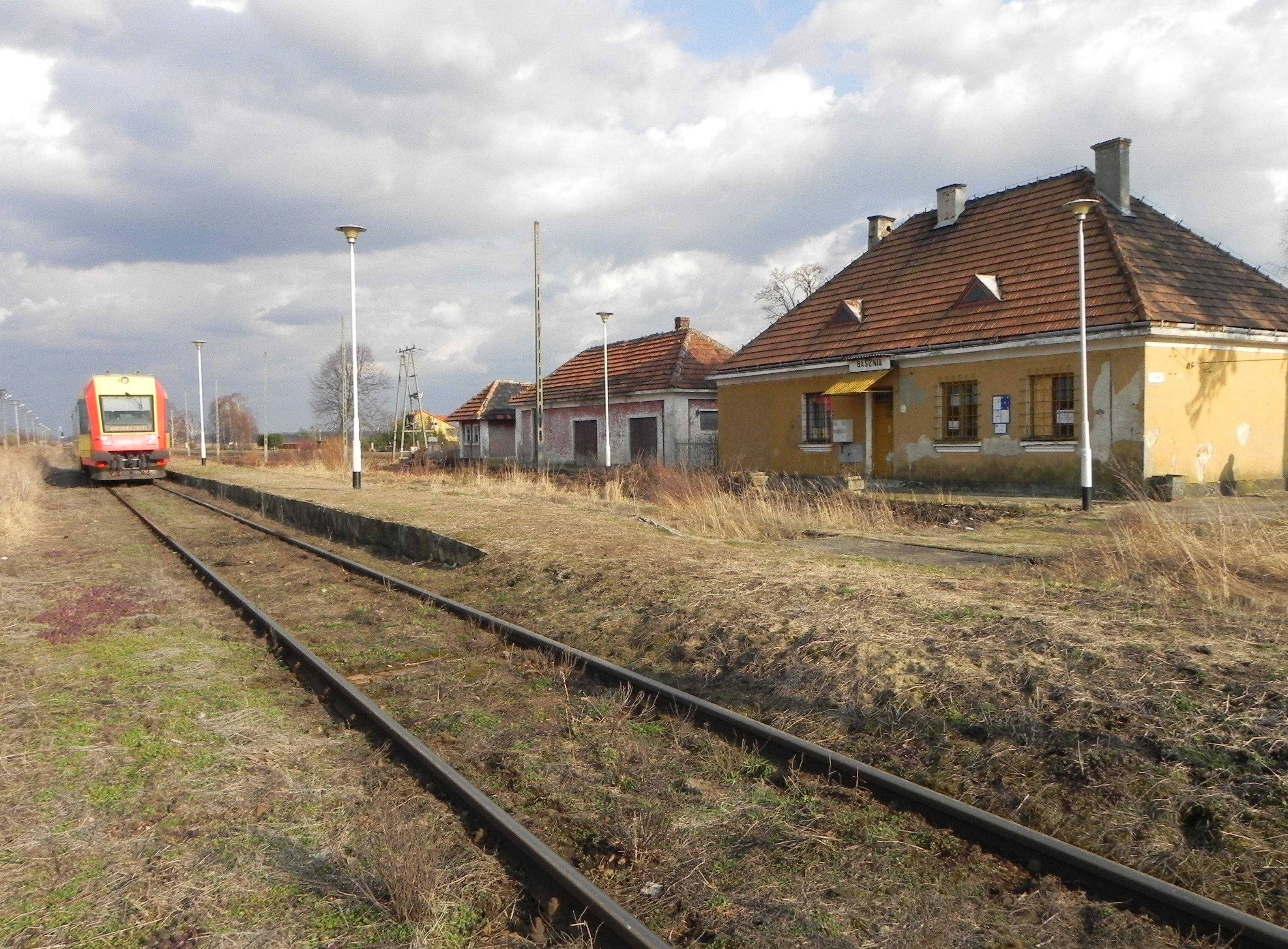
Peron (2012)
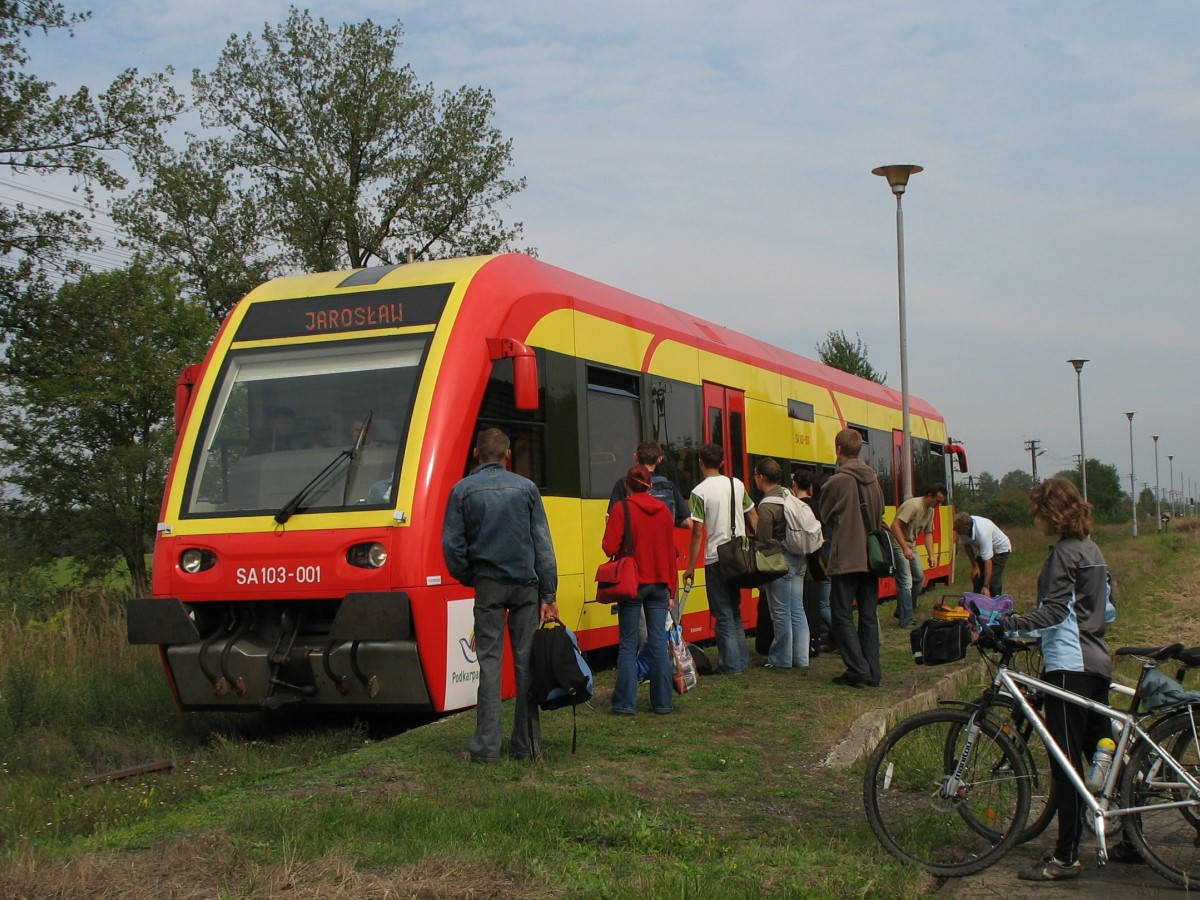
SA103-001 w Baszni (2006)

### Stacja po przebudowie

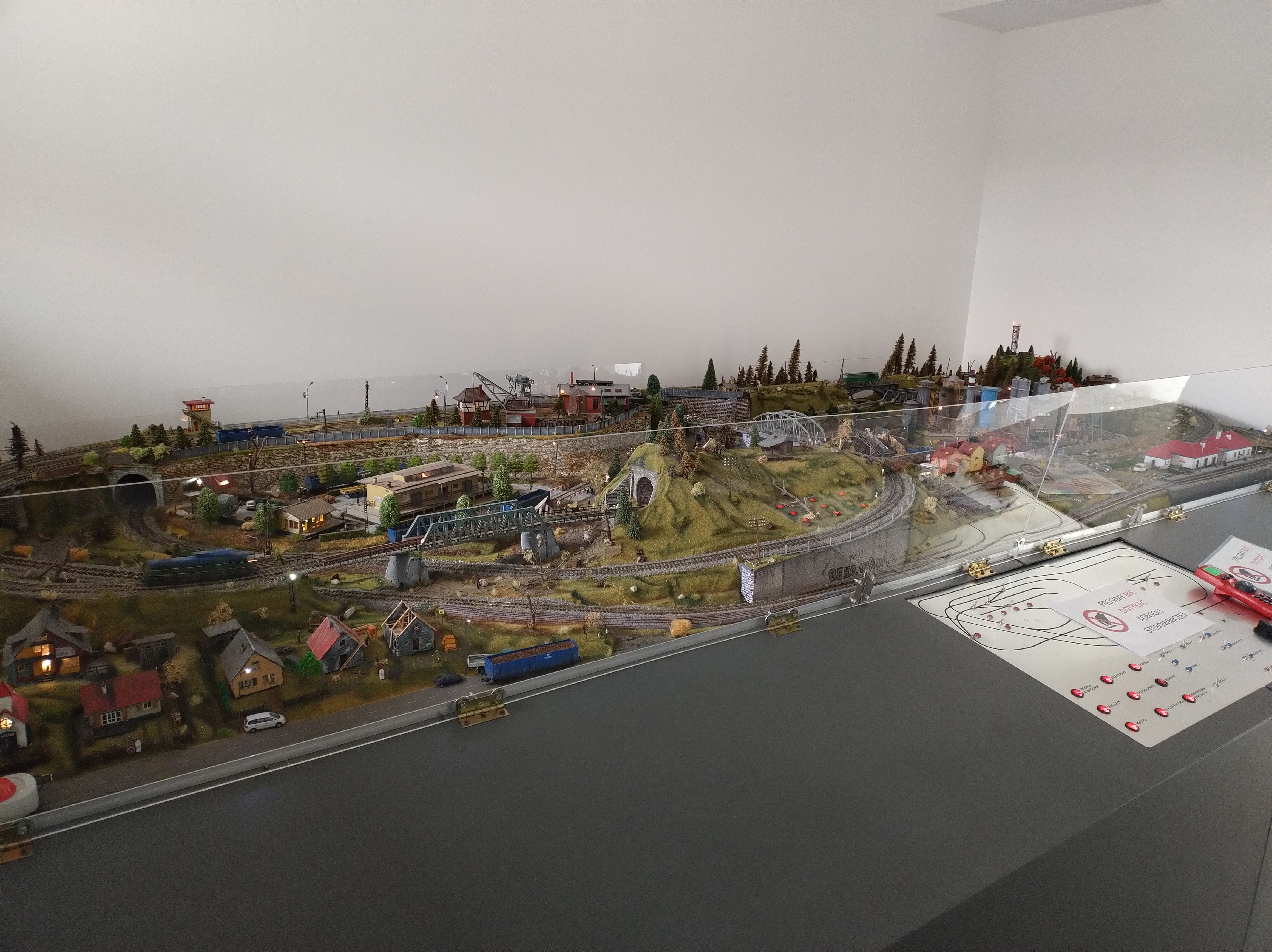
Makieta kolejowa
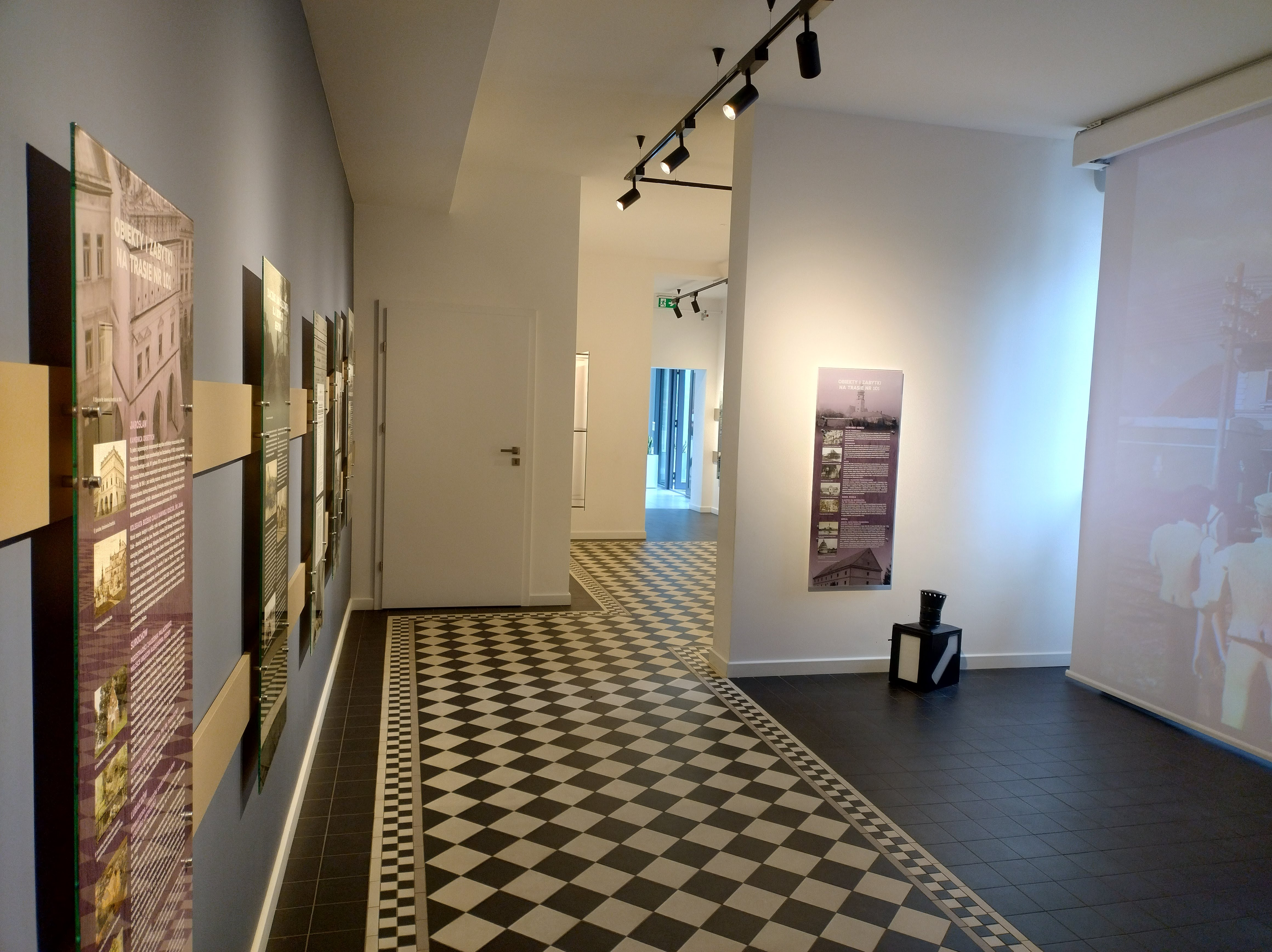
Ekspozycja w budynku stacji
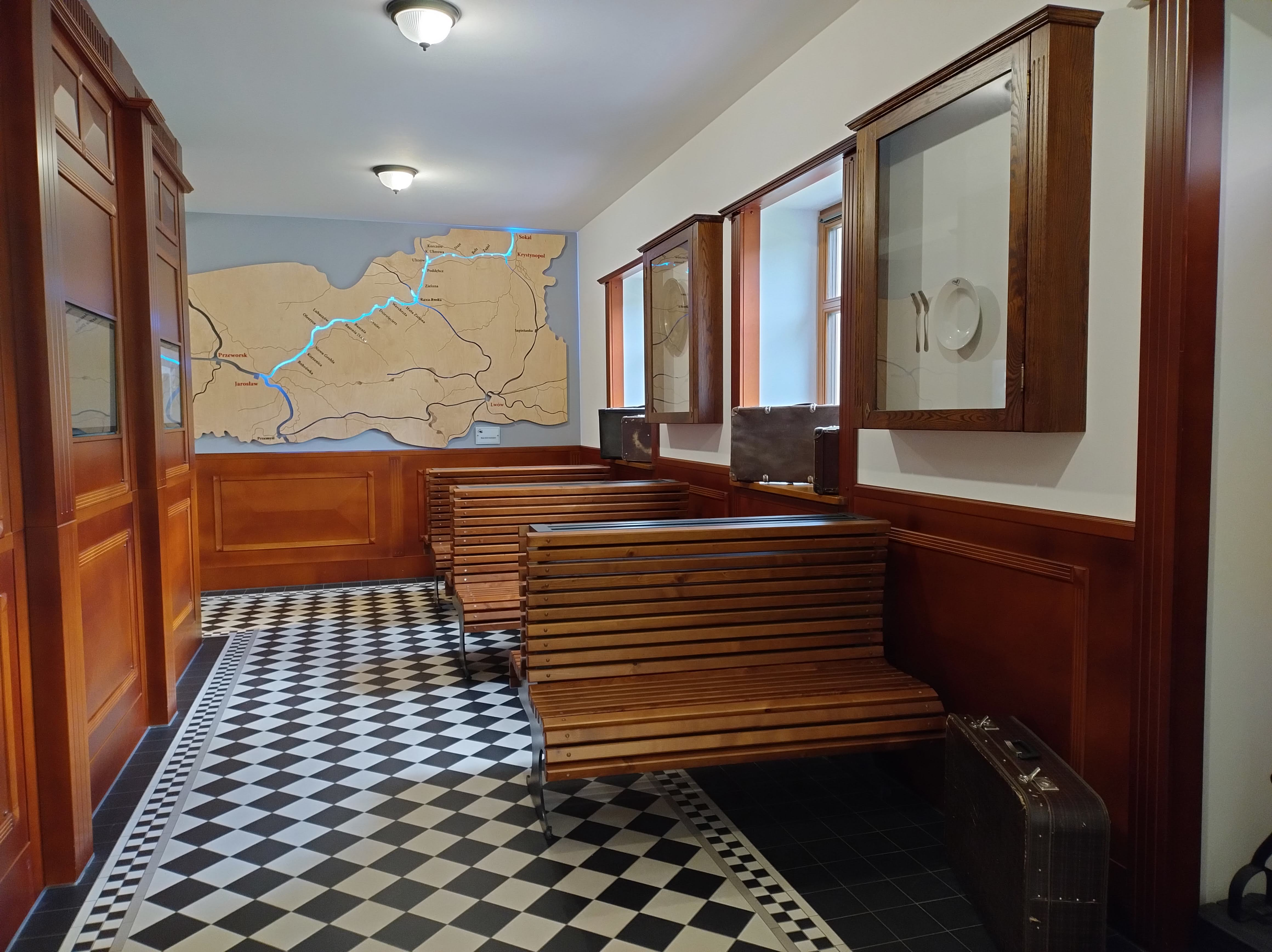
Ekspozycja w budynku stacji
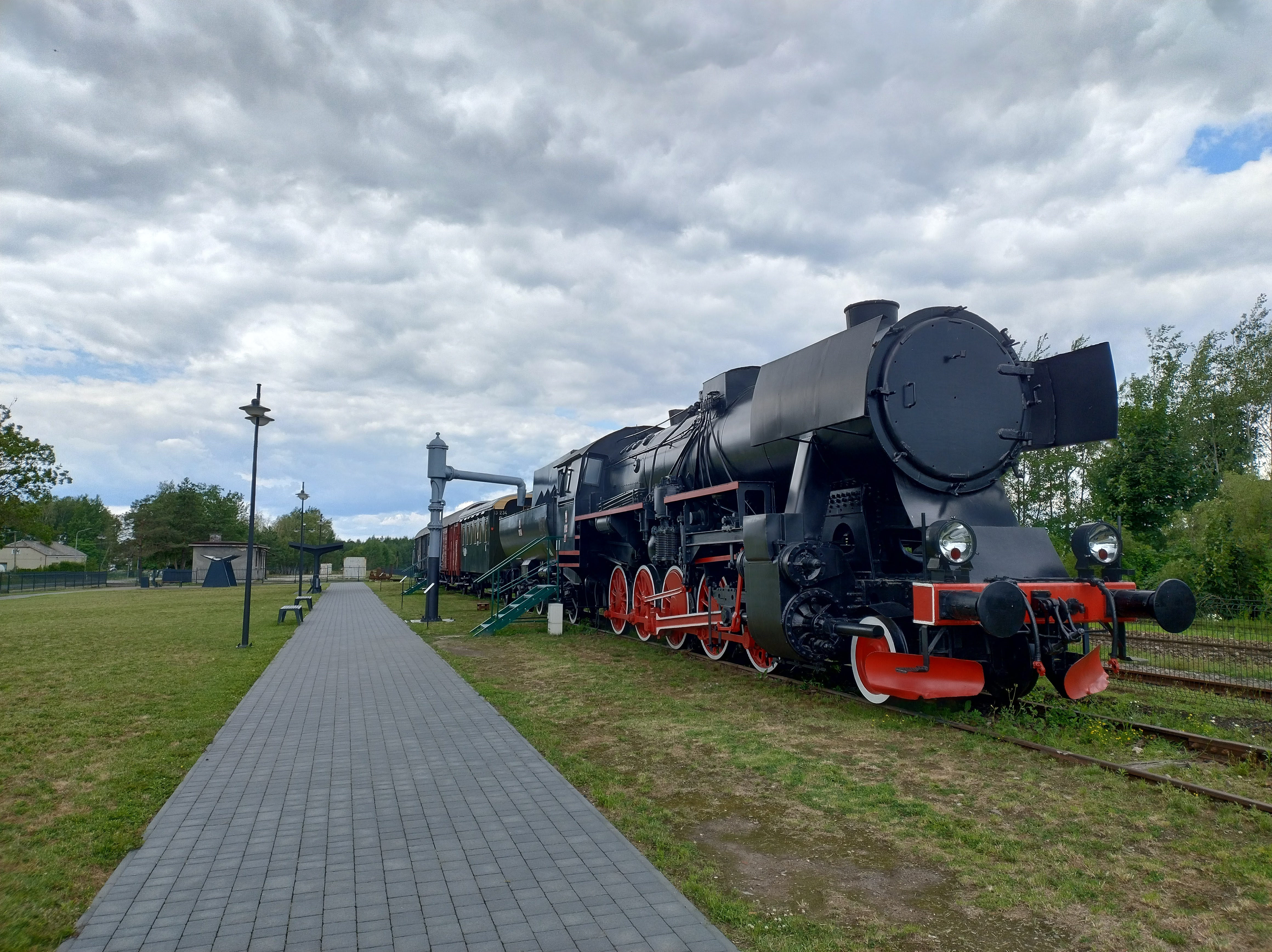
Parowóz Ty2-7
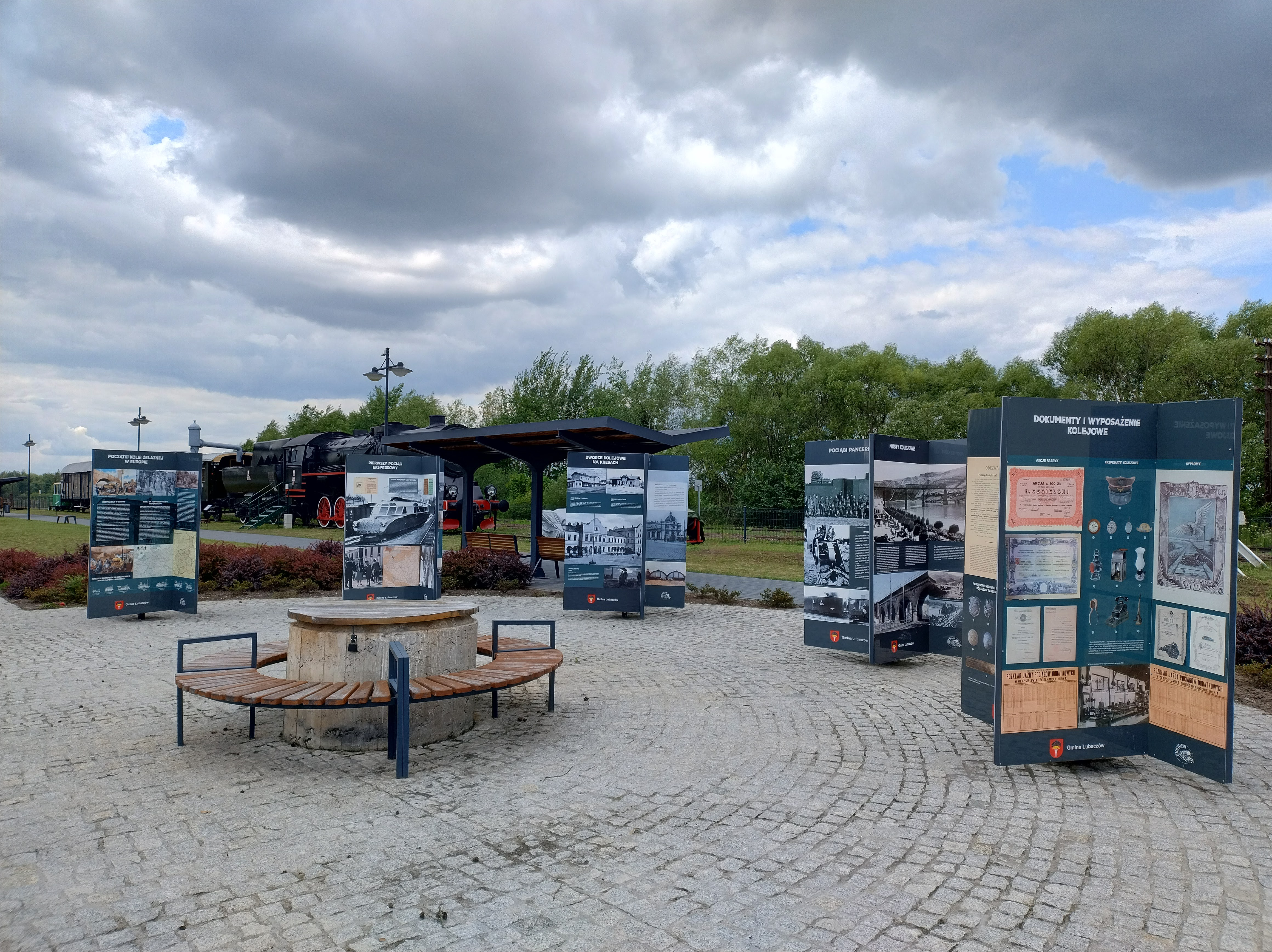
Wystawa przy stacji
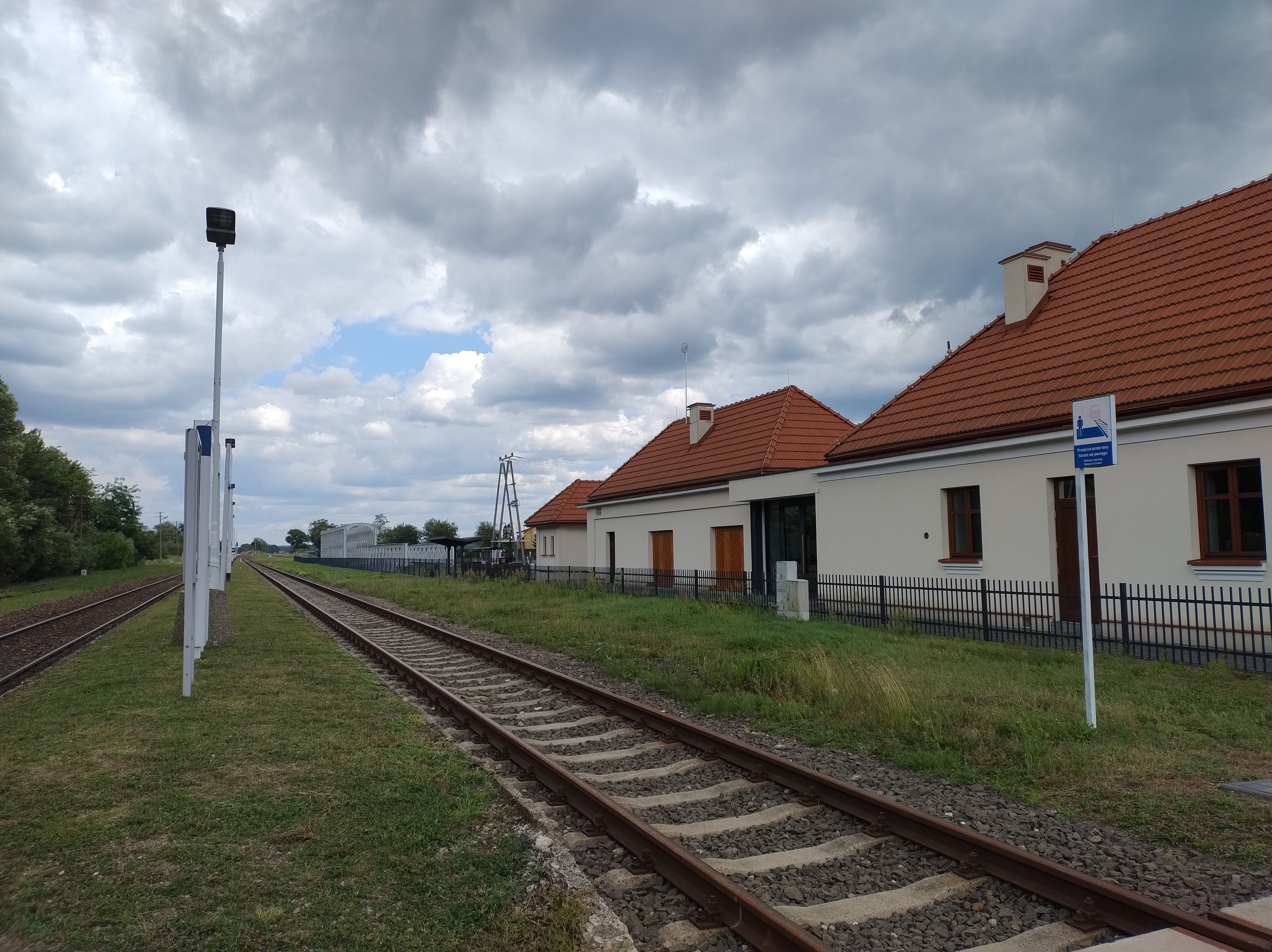
Peron